# Мэги, Барри
А́ртур Ба́ррингтон Мэ́ги (англ. Arthur Barrington Magee; род. 6 февраля 1934, Нью-Плимут) — новозеландский легкоатлет, специалист по бегу на длинные дистанции и марафону. Выступал на крупных международных соревнованиях в период 1955—1992 годов, бронзовый призёр летних Олимпийских игр в Риме, победитель Фукуокского марафона, многократный победитель и призёр забегов национального значения, участник двух Игр Содружества. Также известен как тренер по лёгкой атлетике.

## Биография
Барри Мэги родился 6 февраля 1934 года в небольшом городке Нью-Плимут региона Таранаки. Проходил подготовку в легкоатлетическом клубе Three Kings в Окленде, состоял в большой группе атлетов, собранной выдающимся новозеландским тренером Артуром Лидьярдом. Мэги отмечал, что Лидьярд в определённом смысле заменил ему отца, так как он начал тренироваться под его руководством как раз в тот момент, когда его настоящий отец умер.
Впервые заявил о себе в 1955 году, выиграв чемпионат Новой Зеландии на дистанции в 6 миль. Год спустя повторил это достижение, а также стал чемпионом в беге на 15 миль[уточнить].
Первого серьёзного успеха на международном уровне добился в сезоне 1958 года, когда вошёл в основной состав новозеландской национальной сборной и побывал на Играх Британской империи и Содружества наций в Кардиффе, где финишировал пятнадцатым на трёх милях и восьмым на шести милях.
Благодаря череде удачных выступлений удостоился права защищать честь страны на летних Олимпийских играх 1960 года в Риме — в беге на 10 000 метров занял лишь 26 место, тогда как в марафоне с результатом 2:17.19 установил свой личный рекорд и пересёк финишную черту третьим, уступив только эфиопу Абебе Бикиле и марокканцу Ради Бен-Абдесселаму. Также в этом сезоне одержал победу на Фукуокском марафоне.
Получив бронзовую олимпийскую медаль, Мэги остался в составе легкоатлетической команды Новой Зеландии и продолжил принимать участие в крупнейших международных стартах. Так, в 1962 году он добавил в послужной список ещё несколько наград, выигранных в зачёте национальных первенств и представлял страну на Играх Содружества в Перте, где в беге на шесть миль финишировал четвёртым, немного не дотянув до призовых позиций.
Находясь в числе лидеров новозеландской национальной сборной, Барри Мэги благополучно прошёл отбор на Олимпийские игры 1964 года в Токио — на сей раз занял 23 место на дистанции 10 000 метров, а в марафоне не смог выступить из-за травмы. После этих соревнований он фактически завершил карьеру профессионального спортсмена.

### Ветеран
Однако в последующие годы Мэги ещё не раз появлялся в итоговых протоколах различных небольших соревнований, проходивших на территории Новой Зеландии. В частности известно, что в 1990 и 1992 годах он пробежал марафоны в своём родном Нью-Плимуте, хотя был здесь далёк от попадания в число призёров. К шестидесяти годам он интересовался только бегом и религией, пробегая марафон в районе 2:30[уточнить].

### Тренер
Впоследствии Мэги сам стал довольно успешным тренером по лёгкой атлетике, некоторые из его учеников, такие как Кевин Райан и Джозеф Кларк, добились большого успеха на международной арене.

## Семья
- Жена Лола
  - Трое детей.

Позднее Барри Мэги ушёл из семьи.

## Результаты

### Соревнования
| Год  | Чемпионат      | Город        | Дата     | Дистанция | Результат | Место | Видео |
| ---- | -------------- | ------------ | -------- | --------- | --------- | ----- | ----- |
| 1955 | Новой Зеландии | Окленд       | 11 марта | 6 миль    | 30.29,6   | I     |       |
| 1957 | Новой Зеландии | Нейпир       | 8 марта  | 6 миль    | 30.26,4   | I     |       |
| 1958 | Новой Зеландии | Веллингтон   | 7 марта  | 6 миль    | 29.34,6   | I     |       |
| 1960 | Новой Зеландии | Данидин      | 8 марта  | марафон   | 2:25.51   | II    |       |
| 1961 | Новой Зеландии | Гамильтон    | 10 марта | 6 миль    | 29.07,4   | I     |       |
| 1961 | Новой Зеландии | Крайстчерч   | 4 марта  | марафон   | 2:18.54,2 | I     |       |
| 1962 | Новой Зеландии | Окленд       | 9 марта  | 6 миль    | 29.25,4   | I     |       |
| 1962 | Новой Зеландии | Инверкаргилл | 3 марта  | марафон   | 2:24.55,4 | I     |       |
| 1963 | Новой Зеландии | Данидин      | 1 марта  | 6 миль    | 28.49,0   | II    |       |
| 1963 | Новой Зеландии | Хавера       | 9 марта  | марафон   | 2:24.48   | II    |       |
| 1964 | Новой Зеландии | Лоуэр-Хатт   | 7 марта  | марафон   | 2:20.52,6 | III   |       |

### Мировые рекорды
| Дистанция | Время   | Город  | Дата      |
| --------- | ------- | ------ | --------- |
| 4x1 миле  | 16.23,8 | Дублин | 17.7.1961 |

1. ↑  Состав команды: Гарри Филпот (4.12,9); Мюррей Халберг (4.02,5); Барри Мэги (4.07,2); Питер Снелл (4.01,2)

## Награды
В 2002 году за выдающиеся спортивные достижения награждён Орденом Заслуг.